# Три ляпаси
«Три ляпаси» — радянський художній фільм 1982 року, знятий режисером Елгуджою Жгенті на кіностудії «Грузія-фільм».

## Сюжет
Музичний фільм-казка про молодого царя, який полюбив дочку ремісника і вирішив на ній одружитися.

## У ролях
- Йосип Джачвліані — цар
- Ія Парулава — Тамро
- Михайло Вашадзе — візир
- Вахтанг Кікабідзе — Нікала, батько Тамро
- Рамаз Чхіквадзе — майстер-карбувальник
- Гурам Гогоберідзе — служитель, блазень
- Шалва Херхеулідзе — Устабаші, старійшина майстрів-ремісників
- Адам Адамашвілі — роль другого плану
- А. Гоголашвілі — роль другого плану
- Гіві Джаджанідзе — роль другого плану
- Дато Жгенті — ремісник
- Резо Імнаїшвілі — помічник винороба
- Зураб Лаферадзе — винороб
- Гіві Лежава — ватажок розбійників
- Абессалом Лорія — кравець
- Кахі Майсурадзе — роль другого плану
- Нодар Медзмаріашвілі — роль другого плану
- Н. Мерабішвілі — роль другого плану
- З. Мчедлішвілі — роль другого плану
- Ельдар Сахтлхуцішвілі — розбійник
- Фрідон Сулаберідзе — роль другого плану
- Джемал Талабадзе — роль другого плану
- Леван Турманідзе — роль другого плану
- Бесаріон Хідешелі — роль другого плану
- Варлам Цуладзе — гончар
- Гіві Чічінадзе — роль другого плану
- Гія Папаскірі — роль другого плану
- Темур Чачава — роль другого плану
- Нодар Сохадзе — розбійник
- М. Маркаров — музикант

## Знімальна група
- Режисер — Елгуджа Жгенті
- Сценаристи — Іраклій Гоцирідзе, Петро Грузинський
- Оператор — Фелікс Висоцький
- Композитор — Георгій Цабадзе
- Художник — Василь Арабідзе